# HMS Smilax (K280)
Le HMS Smilax a été initialement lancé sous le nom de USS Tact (PG-98), une canonnière de classe Action construite pour la marine américaine par Collingwood Shipbuilding (en) à Collingwood (Ontario) au Canada. C'est une unité d'une version modifiée de classe Flower britannique.

## Historique
Tact a été lancé le 14 novembre 1942. Cependant, avant de voir un service dans la marine américaine, le navire a été transféré au Royaume-Uni dans le cadre du programme de prêt-bail le 21 juin 1943 et a servi la Royal Navy en tant que HMS Smilax (K280) jusqu'à la fin des hostilités en Europe.

## Service argentin
Tact a été renvoyée aux États-Unis le 18 octobre 1946 et vendue par la Commission maritime à la marine argentine, où elle a servi en tant que ARA República jusqu'à son déclassement en 1966. Elle a vu une action au cours de la Revolución Libertadora de 1955, lorsque le navire a défendu la marine rebelle à la  base navale de Mar del Plata.